# Juanzo
Juanzo (en gallego y oficialmente, Xuanzo) es una aldea española situada en la parroquia de Cullergondo, del municipio de Abegondo, en la provincia de La Coruña, Galicia.

## Demografía
| Gráfica de evolución demográfica de Juanzo entre 1999 y 2018 |
|                                                              |
| Datos según el nomenclátor publicado por el INE.             |